# 卡帕眶燈魚
卡帕眶灯鱼（学名：Diaphus kapalae）为輻鰭魚綱燈籠魚目灯笼鱼科的其中一種，分布於西南太平洋區的澳洲新南威爾斯海域，屬深海魚類，棲息深度可達290公尺。

## 扩展阅读
維基物種上的相關：卡帕眶灯鱼